# Tvilum Sogn
Tvilum Sogn er et sogn i Silkeborg Provsti (Århus Stift).
I 1800-tallet var Tvilum Sogn anneks til Skorup Sogn. De dannede sognekommune med Voel Sogn. Alle 3 sogne hørte til Gjern Herred i Skanderborg Amt. Skorup-Tvilum-Voel sognekommune blev ved kommunalreformen i 1970 indlemmet i Gjern Kommune, som ved strukturreformen i 2007 indgik i Silkeborg Kommune.
I Tvilum Sogn ligger Tvilum Kirke.
I sognet findes følgende autoriserede stednavne:
- Elkær (bebyggelse)
- Fårvang (bebyggelse, ejerlav)
- Gammel Fårvang (bebyggelse)
- Gjelå (vandareal)
- Horn (bebyggelse, ejerlav)
- Kongensbro (bebyggelse)
- Nørbæk (vandareal)
- Nørskov (bebyggelse)
- Tinghøj (areal)
- Truust (bebyggelse, ejerlav)
- Tvilum (bebyggelse)
- Tvilumbro (bebyggelse)
- Tvilumgård (ejerlav, landbrugsejendom)